# Alexa & Katie
Alexa & Katie è una sitcom statunitense prodotta da Heather Wordham. Matthew Carlson è stato lo showrunner della serie. Questa serie è stata distribuita dalla piattaforma di streaming Netflix. La serie viene distribuita in tutto il mondo il 23 marzo 2018. Questa serie, inoltre, è la prima produzione di Netflix con la modalità di ripresa a più camere.
Il 17 luglio 2018 è stato confermato da Jack Griffo sul suo profilo Instagram che le registrazioni della seconda stagione sono finite il 14 luglio 2018 e che verrà trasmessa a livello mondiale nel 
dicembre 2018. Il 21 novembre tutti i protagonisti sui social confermano che il 26 dicembre uscirà la seconda stagione.
Il 17 febbraio 2019 i protagonisti annunciano che la serie è stata rinnovata per una terza stagione, composta da 16 episodi e divisa in due parti (che saranno trasmesse il 30 dicembre 2019 e nel 2020).
Il 13 giugno 2020 finisce la serie con la quarta e ultima stagione composta da 8 episodi

## Trama
Alexa e Katie sono migliori amiche da tutta la vita e dovranno affrontare l'inizio del loro primo anno scolastico alle superiori. Alexa deve anche affrontare il cancro, aiutata dalla sua famiglia e dalla famiglia della sua migliore amica. Però il cancro non le impedirà di essere positiva e ribelle come sempre.

## Episodi
La serie è stata rinnovata per una terza stagione (composta da 16 episodi e divisa in due parti) e la seconda parte è stata distribuita come quarta e ultima stagione.
| Stagione         | Episodi | Pubblicazione USA | Pubblicazione Italia |
| ---------------- | ------- | ----------------- | -------------------- |
| Prima stagione   | 13      | 2018              | 2018                 |
| Seconda stagione | 10      | 2018              | 2018                 |
| Terza stagione   | 8       | 2019              | 2019                 |
| Quarta stagione  | 8       | 2020              | 2020                 |

## Personaggi e interpreti

### Personaggi principali
- Alexa Mendoza (stagioni 1-4) interpretata da Paris Berelc, doppiata da Lucrezia Marricchi.
Ragazza ex malata di leucemia che fortunatamente ne è uscita. La malattia le ha impedito di fare molte cose (come il basket), ma ciò non le impedisce di continuare ad essere felice e sempre positiva.[3]
- Katie Cooper (stagioni 1-4) interpretata da Isabel May, doppiata da Emanuela Ionica.
Migliore amica e vicina di casa di Alexa, è sempre pronta a fare di tutto per la sua amica.[3]
- Lori Mendoza (stagioni 1-4) interpretata da Tiffani Thiessen, doppiata da Barbara De Bortoli.
È la madre di Alexa ed è molto protettiva con la figlia.[5]
- Dave Mendoza (stagioni 1-4) interpretato da Eddie Shin, doppiato da Riccardo Scarafoni.
Padre e marito che non sa ancora come affrontare la situazione della figlia.[6]
- Lucas Mendoza (stagioni 1-4) interpretato da Emery Kelly, doppiato da Mirko Cannella.
Fratello maggiore di Alexa, che è sempre fissato con la sua immagine e la sua bellezza. Fa sempre dispetti e frecciatine alla sorella, ma le vuole sempre bene.[6]
- Jack Cooper (stagioni 1-4) interpretato da Finn Carr, doppiato da Emanuele Suarez.
Fratello minore di Katie, è un bambino ribelle ma sempre gentile.
- Jennifer Cooper (stagioni 1-4) interpretata da Jolie Jenkins, doppiata da Sabrina Duranti.
Madre single con due bambini. Cerca sempre di bilanciare lavoro, scuola e famiglia.[6]

### Personaggi secondari
- Gwenny Thompson (stagione 1-4) interpretata da Kerri Medders.
È da sempre in combutta con Alexa, ma lei riesce sempre a tenerle testa con scherzi e frecciatine.[7]
- Hannah (stagione 1-4) interpretata da Merit Leighton.
Amica di Alexa e Katie, è sempre ansiosa ed a volte non riesce a capire molte cose.[8]
- Dylan (stagione 1-3) interpretato da Jack Griffo.
Amico di Lucas ed ex ragazzo di Alexa. Anche se a volte si mostra vanitoso e superiore agli altri, è molto comprensivo, simpatico e disponibile.[7]
- Reagan (stagione 1-4) interpretata da Iman Benson.
Amica di Alexa e Katie, non è molto presente nel gruppo. È una grande amica ma è anche pettegola.
- Ryan (stagione 1-4) interpretato da Nathaniel J. Potvin, doppiato da Tommaso Di Giacomo.
Amico di teatro di Katie con cui lei, nella seconda stagione, si dichiarerà, però poi nella terza stagione la loro relazione terminerà per volere di entrambi.
- Spencer (stagione 4 e ricorrente nella 3) interpretato da Gunner Burkhardt. 
È un ragazzo che Alexa ha conosciuto al suo ospedale, entrambi condividono molte passioni e gusti e qualcosa che li ha resi più simili è il fatto che anche lui ha il cancro. In un primo momento loro rimangono buoni amici ma finiscono con il mettersi insieme a fine stagione.
- Aiden (stagione 4 e ricorrente nella 3) interpretato da Barrett Carnahan. 
È amico e futuro fidanzato di Katie.